# Vanessa Paradis
Vanessa Chantal Paradis (efternavnet udtales på fransk paradi, født 22. december 1972 i Saint-Maur-des-Fossés, Val-de-Marne, Frankrig) er en fransk sanger, skuespiller og fotomodel. Hun har levet i et forhold med Johnny Depp, men de gik fra hinanden i 2012. Sammen har de to børn, Jack og Lilly Rose. Som sanger er hun bedst kendt for hitsene Joe Le Taxi (1988) og Be My Baby (1992).

## Album
- M&J (1988)
- Variations Sur Le Même T'aime (1990)
- Vanessa Paradis (1992)
- Live (1993)
- Bliss (2000)
- Au Zénith (2001)
- Divinidylle (2007)
- Divinidylle Tour (2008)
- Best of (2009)
- Love Songs (2013)

## Film
- Noce blanche (1989)
- Élisa (1995)
- Un amour de sorcière (1997)
- Une chance sur deux (1998)
- La fille sur le pont (1999)
- Atomik Circus (2004)
- Mon ange (2004)
- Tony and Tina's Wedding (2004)
- The Gypsy's curse (2005)
- La Clef (2007)